# Samcon
Samcon est une entreprise québécoise de construction d’habitations en copropriété depuis plus de 34 ans.
Certifié « Maître constructeur palme diamant » de l'Association provinciale des constructeurs d'habitations du Québec (APCHQ), la plus haute reconnaissance de l’industrie de la construction résidentielle, Samcon a acquis sa renommée en bâtissant des condominiums en milieu urbain offrant un excellent rapport qualité-prix.
Le promoteur immobilier montréalais a fait du « redéveloppement urbain » son cheval de bataille. L’entreprise a ainsi contribué à améliorer le visage de différents quartiers de la ville en y érigeant des immeubles résidentiels s’intégrant à l’environnement bâti.

## Engagement social
Samcon soutient plusieurs causes, dont le café de la Mission Old Brewery auquel l’entreprise s’est engagée à verser 50 000 dollars annuellement pendant cinq ans, pour un total de 250 000 dollars.

## Données clés[4]
- Unités construites : plus de 5000
- Nombre de projets réalisés : plus de 90 dans la grande région métropolitaine de Montréal, dont Le Mile-End, Les Jardins du parc Jarry et Le Domaine André-Grasset.
- Siège social : 815, boulevard René-Lévesque Est, Montréal